# 特捜!芸能ポリスくん
『特捜!芸能ポリスくん』（とくそう げいのうポリスくん）は、1998年4月8日から1999年3月17日までTBS系列局で放送されたクイズ番組である。NCVとTBSの共同製作。放送時間は毎週水曜 19:00 - 19:54 （日本標準時）。全33回

## 概要
毎回8人の芸能人が一般常識クイズに挑戦。島田紳助が司会を、斉藤佳世子（赤）と山崎智子（青）がアシスタントを務めていた。また、山本百合子が出題時のナレーションを担当していた。後に特集モノ新装開店されテコ入れされたが、1年で終了。1998年11月はバレーボール世界選手権で1ヵ月間休止となった。

## ルール

### 初回（1998年4月8日放送）
2時間スペシャル。東西対抗で各8名、計16名で行った。まず東西それぞれで代表を決め、東代表対西代表で決勝戦を行った。

#### 1回戦
- クイズに先駆け、くじ引きでキャプテンを決める（タマゴを1人1個ずつ取り、旗を持ったヒヨコが出た解答者がキャプテンに決定）。そしてさらにキャプテン同士でじゃんけんを行い、勝った方からメンバーを1人ずつ指名する。これを3回繰り返してキャプテンを含めた4人でチームを組み、2チームを形成。その2チームによる対抗戦。
- この時、番組公式サイトで「この人は賢いか？」という調査をした結果の全国イメージを%提示で発表する。都道府県別の支持率を70%が赤、30%が桃色、それ以外は白に配色して表示していた。
- 1人ずつ1分間10問のクイズに挑戦。
- チーム4人の正解数の合計が多いほうが2回戦に進出（同点決勝の場合は、両チームの成績最下位者と成績不振者による延長戦）。

#### 2回戦
- クイズに先駆け、勝利チームのキャプテンが他の3人からパートナーを1人選択。残った2人とのペア対抗戦。
- 芸能人が楽屋からクイズを出題するVTRクイズ。
- VTRは途中で停止するので、その続きを予想して早押しで解答する。
- 3問勝負で2問先取したペアの勝利。

#### 3回戦（東軍（西軍）代表決定戦）
- 2回戦で勝ったペアの2人で1対1の早押しクイズ。
- 正解すると、相手の解答席を1段階下げる。お手つき誤答は自分の1段階ずつ下げられる。両者とも正解できなかった場合、両方の解答席が1段階下がる。
- 先に相手を3段階下げた方の勝利。

#### 決勝戦
- 答えが複数ある問題が出されるので、両者30秒以内に次々とボードに書く。
- より多く正解した方の優勝、正解数×10万円の賞金を獲得。

### レギュラー放送前期（1998年4月15日 - 12月9日放送）
8人による個人戦。

#### 1回戦（1998年4月15日 - 1999年3月10日）
- クイズに先駆け、くじ引きでキャプテンを決める（タマゴを1人1個ずつ取り、ひよこが出た解答者がキャプテン）。そしてさらにキャプテン同士でじゃんけんを行い、勝った方からメンバーを1人ずつ指名する。これを3回繰り返してキャプテンを含めた4人でチームを組み、2チームを形成。その2チームによる対抗戦。
- 初回同様、番組公式サイトで「この人は賢いか？」という調査をした結果の全国イメージを%提示で発表する。詳細についてはこちらを参照のこと。

#### 2回戦（1998年4月15日 - 12月9日）
- クイズに先駆けて、勝利チームのキャプテンが他の3人からパートナーを1人選択。残った2人とのペア対抗戦。
- 芸能人やCG技術によって再現された歴史上の偉人が、CGを背景にクイズを出題するVTRクイズ。
- VTRは途中で停止するので、その続きを予想して早押しで解答する。
- 3問勝負で2問先取したペアの勝利。

#### 決勝戦（1998年4月15日・22日）
- 2回戦で勝ったペアの2人で1対1のクイズ。
- 答えが複数ある問題が出されるので、両者90秒以内に次々とボードに書く。
- 隠された5つの正解により多く合致させた方の優勝。

#### 決勝戦（1998年5月6日 - 1999年3月10日）
- 2回戦で勝ったペアの2人で1対1で戦う。
- 問題が出された後、これまでの敗者6名の中から正解しそうな解答者を指名。
- 指名された敗者が正解すれば、敗者にこれまでの出来・不出来によって設定された得点を獲得（敗者もお土産浅草今半の近江牛のセットを獲得）。
- 敗者に設定される得点は基本的に10 - 30点だが、あまりにも出来の酷い解答者に対しては紳助の裁量でコーナー途中でも40 - 50点、時には80点まで点数が吊り上げられる。
- 100点以上獲得した時点で、優勝を賭けた一問一答クイズに挑戦。
- 正解すればそのまま優勝となるが、不正解だった場合には70点まで点数が下がり、敗者指名に戻る。
- 同点の場合は優勝決定戦をする。

#### 賞金決定戦（1998年4月15日・22日）
- 優勝者と敗者7人が、1対7で早押しクイズ。出題数は10問限定。
- 優勝者は1問正解につき10万円、敗者は1問正解につき1万円獲得。
- お手つき誤答の場合、優勝者はその問題のみ解答権を失う。ただし、敗者は即失格となり、以降の問題すべての解答権を失う。

#### 賞金決定戦（1998年5月6日 - 12月9日）
- 優勝者と敗者7人が、1対7で戦う。
- 指定したお題（漢字1文字）が入った言葉（人名・地名は無効）を、優勝者は1人で、敗者側は1回戦の成績の悪い順に1人ずつリレーで書いていく。制限時間は60秒。
- 優勝者側は、敗者7人の書かなかった正解の数×10万円を獲得。パーフェクト達成したら90万円を獲得。
- 敗者側は、優勝者の書いた正解と同じ答えを書いていれば、その解答者が1つにつき1万円を獲得。

### レギュラー放送後期（1998年12月16日 - 1999年3月10日放送）

#### 1回戦
- 前期と同じ。

#### 2回戦（1998年12月16日 - 1999年3月10日）
- クイズに先駆け、勝利チームのキャプテンが他の3人からパートナーを1人選択。残った2人とのペア対抗戦。
- 9人（後に6人）の職人の中から1人を選択。その解答者がVTRで自分の職業に関するクイズを出題するので口答する。
- 各職人には得点が10 - 50点設定されており、正解だと自分の得点となるが、不正解だと相手の得点となる。
- 交互に計3問ずつ行い、点数の多い方が勝ち。

#### 決勝戦
- 前期と同じ。

#### 賞金決定戦（1998年12月16日 - 1999年3月10日）
- 3択問題で、正しいと思った記号の板を踏む。
- 1問正解するごとに賞金が10万円ずつ積み立てられ、不正解の場合には板が割れて穴に落ち、そこで終了。敗者は、50万円から優勝者の獲得した賞金を引いた差額を頭割りして獲得。例えば優勝者が4問目で間違えた場合、優勝者の取り分30万円を引いた残りである20万円を敗者7人で山分けする。
- 5問正解したら、6問目に挑戦するかどうかを聞かれる。挑戦する場合その問題に正解すれば賞金100万円獲得、挑戦しない場合その時点を持ち帰る、不正解だと賞金は全て没収（敗者7人にも賞金は渡らない）。

### 最終回（1999年3月17日放送）
- 「汚名返上大会」と称し、それまでに出場した芸能人の中から、成績の悪かった4名が1回戦の過去問題（前回出場時と全く同じ12問）に挑戦した。2回戦以降は無く、正解の最も多かった1名が優勝、賞品決定戦に挑む。
- 上記企画と共に過去の総集編VTRが放送された。
- 番組司会者の島田紳助も最後に挑戦した。結果、8問正解。
- 賞品決定戦は後期と同じ3択問題で、5問全問正解だと優勝賞品獲得、不正解だと何も無し。

## 1回戦について
- 1人ずつ1分間12問のクイズに挑戦。初回の成績が散々だった事もあり、レギュラー放送では、クイズの難易度が下げられている（それでも全問不正解者が現れてしまったが）。
- 各々1問目に関しては「同形式の問題」（「○○はどこの国にある？」「○○温泉はどの都道府県にある？」「○○の反対語は？」など）が出題された。
- テレビ朝日『クイズタイムショック』と同じく1分間12問のクイズに挑戦するが、セットの中央にオリジナルと同じような時計台があり、解答者はその前に座って解答する。後に、1から10までの番号選択まで行われている。開始音楽は、『タイムショック』冒頭のジングル（正時のランプが付く時）を流用。
- シンキングの音楽はフジテレビ『運命GAME』の「タッチBINGO」のBGMを流用。
- 1秒ずつ点灯したり、3問以下での煙を吹き付けられるペナルティ（初回では椅子が回転しながら降下）など、生島ヒロシが司会の頃の『タイムショック』に近い感じである。
- チーム4人の正解数の合計が多いほうが2回戦に進出（同点決勝の場合は、両チームの成績最下位者と成績不振者による延長戦）。つまり高得点であっても、下記のようなケースも発生した。

| RED   | POINT | POINT | BLUE  |
| A     | 1     | 5     | B     |
| C     | 3     | 2     | D     |
| E     | 2     | 6     | F     |
| G     | 9     | 8     | H     |
| TOTAL | 15    | 21    | TOTAL |

この場合、最高得点の9問正解であってもトータルが低かったため、巻き添えになる形で「1回戦敗退」になった。敗退者は、「大爆発音」とともに、グレーに配色される。
- 全問正解者には三菱・パジェロイオがプレゼントされたが、30人挑戦しても全問正解者不在の場合にはその都度視聴者プレゼントとされた。

### 初回10問出題バージョン（1998年4月8日放送）
|   | 氏名（当時の芸名で表記）                  |
| - | ----------------------------------------- |
| 6 | 麻木久仁子 岡田眞澄                       |
| 5 | 藤崎奈々子                                |
| 4 | 松居直美 早坂好恵                         |
| 3 | 羽田恵理香 三井ゆり そのまんま東 加納典明 |
| 2 | 橋本志穂 島崎和歌子 秋野暢子 川野太郎     |
| 1 | 加藤茶 コロッケ                           |
| 0 | 出川哲朗                                  |

### 12問出題バージョン（1998年4月15日 - 1999年3月17日放送）
複数挑戦の場合、正解数が多い方を表記する。太字はアナウンサー・キャスター大会の出場者。
|    | 氏名（当時の芸名で表記） |
| -- | --- |
| 12 | 大島さと子 |
| 11 | 江守徹 やくみつる 大桃美代子 太平サブロー |
| 10 | 向井亜紀 とよた真帆 長江健次 梨元勝 そのまんま東 ふかわりょう 黒田福美 山口良一 三波豊和 デーモン小暮閣下 黒田アーサー 渡辺正行 川野太郎 |
| 9  | トミーズ健 石塚英彦 有吉弘行 藤森夕子 谷川真理 栗本慎一郎 安部譲二 石原良純 小西克哉 寺門ジモン タケカワユキヒデ ぜんじろう 佐藤B作 竹内都子 藤田朋子 小倉久寛 柴田秀一 梶原しげる 岡本信人 中野浩一 わたりとしお 長江英和 金田明夫 田代まさし 佐藤忠志 小池聰行                                                                            |
| 8  | トミーズ雅 吉村作治 山田雅人 原田大二郎 いしのようこ 野々村真 秋本奈緒美 ガダルカナル・タカ 見栄晴 生島ヒロシ 秋沢淳子 石田純一 パンチ佐藤 麻木久仁子 宮川花子 城みちる モト冬樹 山本晋也 関口照生 志茂田景樹 有賀さつき 木村祐一 中森友香 島田紳助                                                                                         |
| 7  | 定岡正二 髙田万由子 柴田理恵 高田純次 原久美子 生稲晃子 山瀬まみ 上田哲 久本雅美 陣内貴美子 三瀬真美子 宍戸錠 ルー大柴 大竹一樹 三村マサカズ 清水よし子 島崎和歌子 コロッケ 奈美悦子 山本文郎 吉田照美 大河内奈々子 渋谷哲平 おりも政夫 北村総一朗 渡辺いっけい 光浦靖子 森脇和成 笑福亭笑瓶 水野晴郎 大槻義彦 磯野貴理子 宮迫博之 坂田利夫 |
| 6  | 吉本多香美 田中光 荻原次晴 辻本茂雄 西川のりお 上島竜兵 肥後克広 島崎俊郎 大沢啓二 宮前真樹 寺田理恵子 岡本麗 竹内結子 三井ゆり 佐藤直子 江本孟紀 ガッツ石松 未唯 林家いっ平 高橋克実 蔵野孝洋 山崎邦正 嶋大輔 ブラザー・トム 野村義男 あべ静江 比企理恵 板尾創路 蛍原徹 来栖あつこ                                                         |
| 5  | 阿藤快 西村知美 清水アキラ 池谷幸雄 風見しんご 薬師寺保栄 渡辺二郎 高杢禎彦 立河宜子 朝加真由美 石井苗子 加藤茶 間寛平 河相我聞 大澄賢也 なぎら健壱 木村郁美 かとうれいこ 橋本真也 水沢アキ 中村ゆり |
| 4  | 中島史恵 角盈男 仲本工事 出川哲朗 中野英雄 飯島愛 三田村邦彦 吉村明宏 ぼんちおさむ 宮川大助 Mr.マリック アグネス・チャン 鶴久政治 大島直也 江頭2:50 森川由加里 武田久美子 木内あきら 渡嘉敷勝男 |
| 3  | 周富徳 羽賀研二 デビット伊東 羽田恵理香 松浪健四郎 雛形あきこ ブル中野 水野美紀 南ユイ 石本武士 井上晴美 川村カオリ |
| 2  | 荻原健司 山田花子 ラッキィ池田 三浦理恵子 松尾伴内 大仁田厚 つぶやきシロー 安西ひろこ |
| 1  | 小金沢昇司 天地真理 宇崎慧 |
| 0  | デーブ・スペクター MARI |

## 各種記録
- 1回戦全問正解者は、放送11か月目の1999年2月24日放送分の「30代以上限定・独身女性芸能人大会」に参加した大島さと子のみである。ただし、入った組があまりポイントを稼げなかったため、1回戦で敗退した。
- 賞金獲得最高額は、1998年12月2日放送分の「スポーツマン大会」で優勝した佐藤直子。佐藤は書き取り問題である賞金決定戦で60秒以内に書き上げた9枚（お題は「力」）が敗者と被らなかったため、パーフェクトで90万円も獲得。
- 全国イメージが最低支持率で優勝したケースは、1999年3月3日放送分の「吉本興業芸人大会」に参加した坂田利夫。0%の支持率（この記録は、前回出場時にボケ解答連発の松尾伴内、江頭2:50も記録）で、「巧みな運」で優勝した。対戦相手は1回戦11問正解の太平サブロー。しかしながら、3択問題の賞金決定戦で1問目で撃沈して0円で終了し、敗者に賞金50万円山分けとなった。
- また、この賞金決定戦で最終問題まで到達したのは、1999年2月24日放送分の「30代以上限定・独身女性芸能人大会」で優勝した大桃美代子と、1999年3月10日放送分の「クイズで合コン大会」で優勝した渡辺正行。ただし、双方ともに最終問題の意図が見抜けず、パーフェクトならずで0円で終了。

## 歴代優勝者
レギュラー第1回の優勝者はトミーズ健。
また、第2回の優勝者は藤森夕子。
同じく第9回の優勝者はラッキィ池田。
さらに、第19回の優勝は山口良一。

## スタッフ
- 構成：詩村博史、水野しげゆき、倉本美津留
- ＴＰ：高木敏文
- ＴＤ：榎本吉雄
- カメラ：飯国忠夫
- 音声：高田善弘
- ＶＥ：金野勝
- ＶＴＲ：玉山秀隆
- 照明：小林高幸
- 美術プロデューサー：稲木大
- デザイン：高松浩則
- 美術制作：長谷川隆之
- 装置：尻無浜宏人
- 特殊装置：山口貴史
- 電飾：本田英喜
- 装飾：加藤秀喜
- 化粧：アーツ
- ＣＧ：町田保（VINO）
- 編集：本間貢（森田事務所　現 MJ）
- ＭＡ：岩野博昭（IMAGICA）
- 音響効果：有馬克己（ジャイロ → 1998年9月から スカイウォーカー）
- ＴＫ：伊藤篤美
- 番組宣伝：岡崎潤司（TBS）
- スタジオ：砧スタジオ
- 技術協力：タワーテレビ（現 テクノマックス）、ジャパンテクニカルアート
- 美術協力：アックス
- 制作協力：吉本興業（水本章）
- 問題作成：オーパ・2
- 制作進行：西口晃彦
- 演出補：川名良和
- キャスティング：本居幸治
- ディレクター：小林賢一、中川有以努、植竹克之、木曽守
- 演出：中嶋勉
- プロデューサー：小柴優・五味喬（NCV）
- 製作：NCV、TBS

## エンディングテーマ
- DIVE TO BLUE （L'Arc〜en〜Ciel、1998年4月8日 - 1998年9月16日）
- なし（1998年10月14日 - 1999年3月17日）